# Sven Antonsson
Sven Arne Bertil Antonsson, född 11 juni 1960 i Visnums församling i Värmlands län, är en svensk militär.

## Biografi
Antonsson avlade officersexamen vid Krigsskolan 1983 och utnämndes samma år till fänrik vid Bergslagens artilleriregemente, där han befordrades till löjtnant 1985, till kapten 1988 och till major 1992. Fortfarande i slutet av 1990-talet tjänstgjorde han vid Bergslagens artilleriregemente. Efter att ha befordrats till överstelöjtnant var han chef för Artilleriets stridsskola 2004–2005. Antonsson arbetade åren 2005–2006 med avvecklingsorganisationen för den militära verksamheten vid Kristinehamns garnison. Han var ställföreträdande chef för Markstridsskolan från 2008 till 2017. Han har tre gånger varit tillförordnad chef för Markstridsskolan: från den 14 maj 2012 till den 31 augusti 2012, från den 1 april 2013 till den 15 augusti 2013 och från den 11 maj till den 13 augusti 2015. Åren 2017–2021 var Antonsson chef för Försvarsmaktens idrotts- och friskvårdsenhet vid Militärhögskolan Karlberg. Han ledde hösten 2019 den svenska truppen till militärernas OS, Military World Games, i Kina. Från februari 2021 leder Antonsson återetableringen av Bergslagens artilleriregemente i Kristinehamn. Antonsson ledde verksamheten inledningsvis från Villingsberg. Den 1 mars 2022 tillträdde han officiellt rollen som utvecklingsofficer för förbandsledningen Skaraborgs regemente. Från samma datum kom Antonsson att leda återetableringen av Bergslagens artilleriregemente i Kristinehamn från Kristinehamns rådhus.
Sven Antonsson är vice ordförande och utbildningsledare i Värmlands Ishockeyförbund samt ledamot av Utbildningsutskottet i Svenska Ishockeyförbundet.